# アグラオケトゥス
- アグラオケトゥス
- アグラオケトス
- アグラオケタス
- アグラオセタス

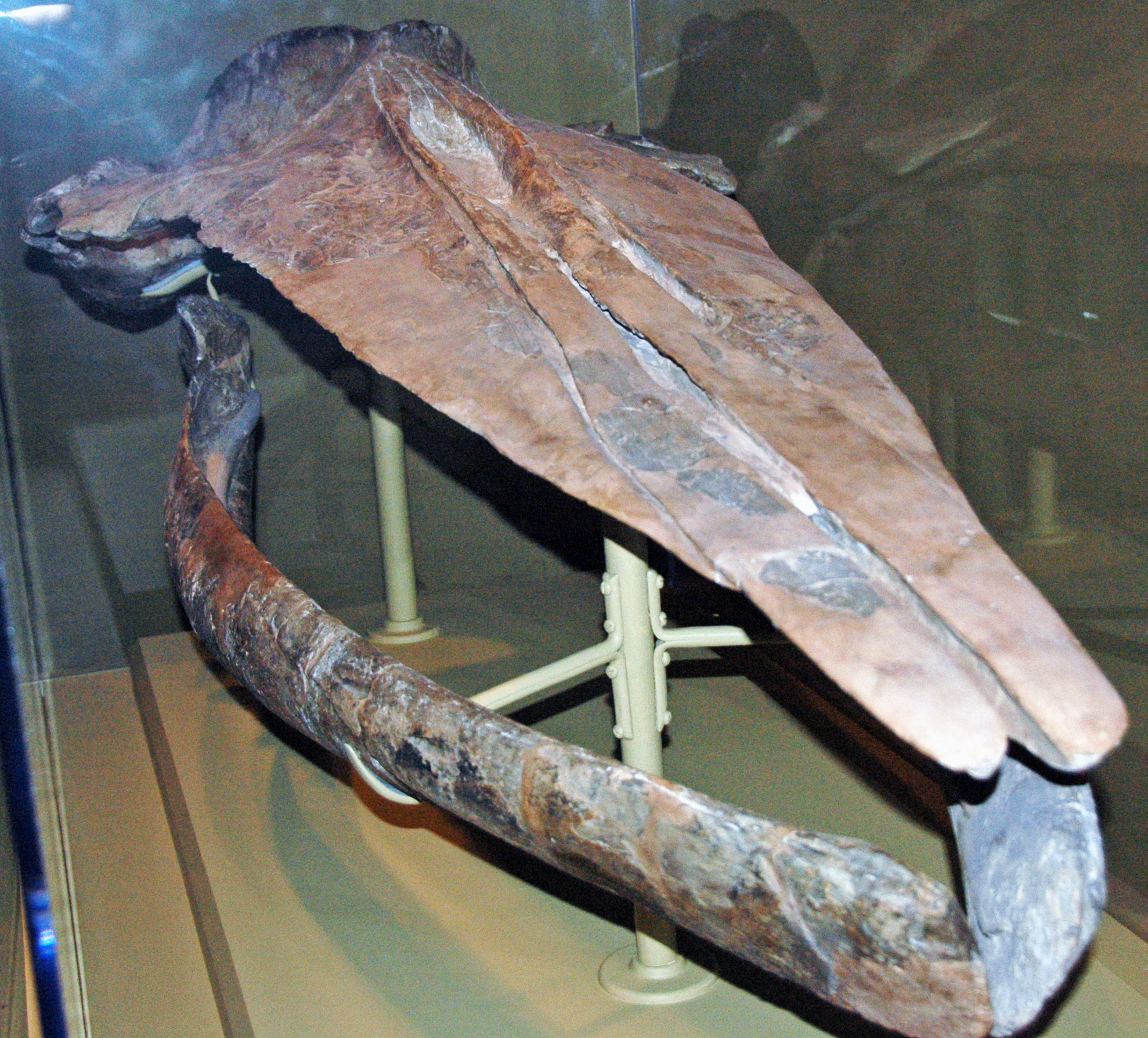
テンプレートの画像と同じ標本

アグラオケトゥス（学名：Aglaocetus）は、約1597万年前から約258.8万年前にかけて、すなわち、新生代新第三紀中新世中葉にあたるランギアン初頭から新生代新第三紀中新世中葉 - 新第三紀末（鮮新世末、ピアセンジアン末）までの間、当時の大西洋および太平洋での棲息が確認されている化石クジラ類 (cf.) の1属。鯨偶蹄目ヒゲクジラ亜目ナガスクジラ上科アグラオケトゥス科に分類される。
化石は、大西洋側にあるアルゼンチンのパタゴニア地方、アメリカ合衆国東海岸、ベルギー、オランダ、太平洋側の日本から発見されている。
かつては他の多くの推定ケトテリウム類と共にケトテリウム科の1属と見做されていたが、研究が進み、真のケトテリウム科とは異なる系統群と判明した。

## 名称

### 学名

#### aglao-cetus
属名の構成要素である aglao- は、古代ギリシア語の "αγλαὸς（ラテン翻字: aglaòs、日本語音写例: アグラオス）" に由来しており、その意味は "luminous"「光輝く」である。同根語としては、世界史上最初の女性の天文学者として知られている人名の Ἀγλαονίκη（Aglaoníkē、アグラオニケー）があり、こちらは「光輝く勝利」を原義としている。また、aglaos という語形はそのまま生物の種小名に用いられることもある（例：Morula aglaos, Anomala aglaos）。
一方、cetus は「クジラ」を意味しており、古典ラテン語で「大型の海洋動物（クジラ、イルカ、サメなど）」を意味する "cētus（日本語音写例: ケートゥス）" から来ている。

## 科学的知見
ホロタイプ（正基準標本）は MLP 5-1 （ラプラタ博物館所蔵）。
本属の最初の化石は他の絶滅クジラ類の化石に紛れる形で19世紀にベルギーで発見されている。頭蓋骨はのちに南アメリカの中新世下部の地層から発見された。本属の標本はイングランドの自然史学者リチャード・ライデッカー (1849-1915) によって1894年に Cetotherium moreni として記載された。すなわち、当時はナガスクジラの系統群に属すると思しき先行者を暫定的に寄せ集める"棚"として機能していたケトテリウム科に収納すべき、ケトテリウム属の新種と考えられた。しかし、1934年、スミソニアン博物館所属の動物学者レミントン・ケロッグ (1892-1969) は、moreni 種はケトテリウム属とは別属に分類すべきとし、新属 Aglaocetus（アグラオケトゥス）であるとした。
目下のところ、アグラオケトゥス属の下位分類としては、上述したタイプ種である A. moreni（モレニ種｜中新世後期）を始め、A. latifrons（ラティフロンス種｜中新世）、A. burtini（ブルティニ種｜鮮新世前期）、A. longifrons（ロンギフロンス種｜中新世後期）、A. rotundus（ロトゥンドゥス種｜中新世前期）が知られている。ただし、グラム自然史博物館所属のメッテ・エルストルプ・ステーマン (Mette Elstrup Steeman)  が2010年に発表したケトテリウム科の系統分析では、A. burtini、A. latifrons、A. longifrons を Plesiocetus 属（プレシオケトゥス属）の種、A. rotundus を Amphicetus 属（アンフィケトゥス属）の種としている。
ケロッグは、また、アメリカ合衆国東海岸のバージニア州にあるカルバート層で1968年に発見したクジラ類の頭蓋骨化石をアグラオケトゥス属の新種 A. patulus が考えた。しかしながら、2013年にトリノ大学所属の古脊椎動物学者ミケランジェロ・ビスコンティ (Michelangelo Bisconti) らが行った分岐研究により、patulus はアグラオケトゥス属のタイプ種とは異なる系統発生的位置にあることが判明し、2020年にアトランティケトゥス(Atlanticetus) へと属名が書き換えられた。

### 系統分類
ナガスクジラ上科には現生のナガスクジラ科が存在するが、アグラオケトゥス科（2007年記載）は、顎の上昇過程が、ナガスクジラ科より原始的な形質を有する先行グループの代表的なものとして本属のみで構成されている絶滅科である。先行者ということでは、これも1属のみでディオロケトゥス科を構成するディオロケトゥスや、コフォケトゥスなどが属するペロケトゥス科も比較的近い位置にあるが、これらは今のところ（2021年時点）上科の階級レベルを特定されていない。

### 化石産出地

#### 国別
Fossilworks で確認できる化石の産出地は以下のとおり。数字は標本の数。
- 中新世 - アメリカ合衆国（6: メリーランド州、バージニア州）、ベルギー (3)、アルゼンチン (2)、オランダ (2)、日本 (1)。
- 鮮新世 - ベルギー (1)、フランス (1)。

#### 地層別
- ガイマン層（英語版）[15] - 地層全体の年代は 21.0–16.3 Ma。古い文献では「パタゴニア海洋層」とも呼ばれている。アルゼンチン東部、パタゴニア北西部のチュブ州東部にあるバルデス半島盆地 (Peninsula Valdés Basin) 内の化石層。浅海域の環境に堆積した灰色と白色の凝灰岩質泥岩と砂岩で構成されている海成層。
- カルバート層（英語版） - アメリカ合衆国のデラウェア州・メリーランド州・バージニア州にまたがって広がる地層。チェサピーク層群（英語版）に属する。新第三紀中新世の前期から中期にかけての化石が分布する。
- ディースト層 (Diest Formation) [15] - ベルギーに所在。トートニアン期のラグーンで形成された砂岩層。A. burtinii を産出[15]。
- ベルヘム層 (Berchem Formation) [15] - ベルギーに所在。
- サンニコラ層 (San Nicolás Formation?) [15] - ベルギーはオースト＝フランデレン州に所在する、鮮新世 (11.608-2.588 Ma) の地層[15]。A. burtinii を産出[15]。
- アイベルゲン部層 (Eibergen Member) [15] - オランダに所在。
- 板橋層 (Itahashi Formation) [15] - 日本の広島県庄原市門田町に所在。備北層群（Bihoku Group. 三次市域と庄原市域に分布する中新統）の下部層を構成している、ランギアン階下部（もしくはバーディガリアン階最上部）の地層 (14.9 Ma)[15]。板橋層からは同じヒゲクジラ亜目のパリエトバラエナ（英語版）も産出しており、アグラオケトゥスよりちょうど10年早く同じ研究者（レミントン・ケロッグ）によって記載されている[16]。
- ほか、多数。

## 論文

### 記載論文
- Van Beneden, P.J. (1859). “Rapport de M. Van Beneden”. Bulletins de L'Academie Royale des Sciences, des Lettres et des Beaux-Arts de Belgique 8:  123-146.
  - 記載された種：Aglaocetus burtini Van Beneden, 1859
- Van Beneden, P.J. (1880). “Les mysticetes a courts fanons des sables des environs d'anvers”. Bulletins de L'Academie Royale des Sciences, des Lettres et des Beaux-Arts de Belgique 1880:  11-27.
  - 記載された種：Aglaocetus latifrons Van Beneden, 1880
  - 記載された種：Aglaocetus longifrons Van Beneden, 1880
- Lydekker, R. (1894). “Cetacean skulls from Patagonia”. Anales del Museo de la Plata II:  1-13.
- Kellogg, R. (1934b). “The Patagonian Fossil Whalebone Whale, Cetotherium moreni (Lydekker)”. Carnegie Institution of Washington 447:  64-81.
  - 記載された属：Aglaocetus Kellogg, 1934b
  - 再記載された種：Aglaocetus moreni Lydekker, 1894 sensu Kellogg, 1934b

### 他の研究論文
- Kellogg, R. (1968). “A sharp-nosed cetothere from the Miocene Calvert”. Proceedings of the United States National Museum 247 (7):  163-173.
- Steeman, M.E. (02 August 2007). “Cladistic analysis and a revised classification of fossil and recent mysticetes”. Zoological Journal of the Linnean Society 150 (4):  875-894. doi:10.1111/j.1096-3642.2007.00313.x.
  - 記載された科：Aglaocetidae Steeman, 2007
- Steeman, M.E. (Received: 05 April 2009, Published online: 12 March 2010). “The extinct baleen whale fauna from the Miocene-Pliocene of Belgium and the diagnostic cetacean ear bones”. Journal of Systematic Palaeontology 8 (1):  63-80. doi:10.1080/14772011003594961.
- Bisconti, M.; Lambert, O.; Bosselaers, M. (2013). “Taxonomic revision of Isocetus depauwi (Mammalia, Cetacea, Mysticeti) and the phylogenetic relationships of archaic 'cetothere' mysticetes”. Palaeontology 56 (1):  95-127.
- Bisconti, M.; Damarco, P.; Mao, S.; Pavia, M.; Carnevale, G. (First published: 19 August 2020). “The earliest baleen whale from the Mediterranean: large‐scale implications of an early Miocene thalassotherian mysticete from Piedmont, Italy”. Papers in Palaeontology. doi:10.1002/spp2.1336.

### 本属と直接には関係の無い論文
- Kimura, Toshiyuki; Nasegawa, Yoshikazu; Ohzawa, Hitoshi; Ueda, Takato; Yamaoka, Takanobu (March 2010). “A fossil mysticete from the middle Miocene Bihoku Group, Hiroshima, Japan (in Japanese with English abstract)”. Bull.Gunma Mus.Natu.Hist (Gunma Museum of Natural History) 14:  29-36. 
  - 日本語版表題：「広島県庄原市の中新統備北層群より産出したヒゲクジラ類化石」